# Lucian Merișca
Lucian Merișca (n. 20 aprilie 1958, Târgu Frumos, Iași) este un scriitor român de literatură științifico-fantastică, traducător și redactor de radio. Este frate cu Dan Merișca și fiul istoricului și scriitorului Costin Merișca. În 1979, Lucian Merișca, împreună cu Dan Merișca, a fondat cenaclul SF Quasar din Iași. A debutat în literatura științifico-fantastică în 1981 cu povestirea „Peripețiile unor pămînteni în Exterrior”. A publicat diferite povestiri în Anticipația CPSF (nr. 503), în La orizont, această constelație... (1990, povestirea „Tic-tac”) Almanahul Anticipația (din 1993), Fantastic Magazin, Argonaut, SF Contact, Quark, Jurnalul SF etc. Aparține „noului val” din anii 1980 de scriitori ai SF-ului românesc.

## Lucrări publicate
- 1992: Revoltă în labirint, Anticipația CPSF 483-484, 1992, cu Dan Merișca
- 1998: Aventuri în Exterrior, editura Dealer[8]
- 1999: Deratizare, Colecția Inorog, editura Institutul European
- 2008: Vincent și Karlenstein. Moarte bună, copii!, Editura Bastion [9]

## Vezi și
- Lista scriitorilor români de literatură științifico-fantastică
- Literatura științifico-fantastică în România
- Antologia science-fiction Nemira '94